# 静岡県西遠女子学園中学校・高等学校
静岡県西遠女子学園中学校・高等学校（しずおかけんせいえんじょしがくえんちゅうがっこう・こうとうがっこう）は、静岡県浜松市中央区にある私立の中高一貫校。運営は学校法人静岡県西遠女子学園。

## 設置学科
- 全日制課程 普通科

## 沿革

### 創立
創立者は岡本巌・岡本欽夫妻。建学の精神として「婦人の中に未来の人は眠れり」を掲げる。
浜松市史によれば「前身」として、1892年（明治25年）3月、岡本欽（1877年 - 1929年）が裁縫と手芸を教えるために開設した「浜松女塾」を挙げている。
1896年（明治29年）、岡本欽は巌（旧名：三間岩次郎、1867年 - 1942年）と結婚。小学校の教員であった巌には女子教育を進める意思があり、欽は1903年（明治36年）に東京の和洋裁縫女学校（現在の和洋女子大学）へ入学し、本格的な技芸教育のための技術と資格を得ることとなった。翌1904年（明治37年）、欽は和洋裁縫女学校の高等和服科および造花科を卒業。巌も1906年（明治39年）に中等教員検定に合格し中等教員免許を得ている。
1906年（明治39年）、加藤千之助を設立者とし、岡本欽を校長として「私立女子高等技芸学校」を設立。設立時の教員は8名、生徒25名。本科3年・速成科1年など（ほかに高等科・専攻科）を置き、授業の多くは裁縫の実習であった。学校が浜松町大字平田（現在の浜松市中央区平田町）にあったために「平田の女学校」と呼ばれたという。西遠女子学園はこれをもって創立とする。岡本夫妻は家が遠方の生徒を寄宿舎に泊まらせ、日常生活の作法全体を教える「家庭的な寄宿舎教育」を行っており、こうした作法教育の伝統は今日の「生活会館教育」まで受け継がれているとされる。
1911年（明治44年）、高等女学校令改正に伴い「私立浜松実科高等女学校」となり、普通教科を拡充した。校長には巌が就任した。

### 浜松淑徳女学校と西遠高等女学校
岡本夫妻の学校は大正期に「浜松淑徳女学校」（2年制、実業学校）と「西遠高等女学校」（4年制、高等女学校）の2校となり、両校は姉妹校という関係になる。
浜松実科高等女学校から2校への移行（改称・廃止・新設）については出典により相違があるが、1920年（大正9年）に高等女学校令に基づく学校として西遠高等女学校が創設される一方で、実科教育の需要に応える学校として浜松淑徳女学校への組織変更がなされたという経緯となる。
1923年（大正12年）、西遠高等女学校は佐藤町の5000坪の敷地に移転した。西遠高等女学校は1923年（大正12年）の移転を機に制服を洋服とし、1932年（昭和7年）にセーラー服を採用した。なお、1925年（大正14年）には浜松淑徳女学校にも高等科が併置された。
1929年、浜松淑徳女学校校長を務めていた岡本欽が死去。巌に学校の後継者として招かれた岡本富郎（旧姓：若命、1900年 - 1986年）が岡本家を継ぐこととなった。1932年（昭和7年）、富郎は巌の跡を継いで西遠高等女学校校長に就任、全人的な教育を掲げ、1933年（昭和8年）に「家庭寮」を建設した。
1941年（昭和16年）時点で、佐藤町の西遠高等女学校（4年制）は生徒993名を擁しており、平田町の私立浜松淑徳女学校（2年制）には生徒280名が在籍した。同じ浜松市内の高等女学校では、市立浜松高等女学校（浜松市立高等学校の前身）が浜松の女子が多かったのに対して、西遠高等女学校は浜松周辺農村出身の女子が比較的多かったという。
第二次世界大戦中、平田町にあった浜松淑徳女子商業学校（1944年に浜松淑徳女学校より改称）は建物疎開の命令を受け、姉妹校である西遠高等女学校の校舎を借りて移転した。浜松市の学校は度重なる空襲（浜松空襲）により大きな被害を受け、平田町の浜松淑徳女子商業学校の旧校舎も全焼しているが、佐藤町の西遠高等女学校の校舎は屋根やガラスなどに少なからぬ被害を生じたものの、焼失は免れた。1945年4月30日および5月19日の空襲で、勤労動員中の西遠・淑徳の生徒29名・教員1名が命を落としている。30名を慰霊する像として、1959年（昭和34年）5月に「殉難学徒慰霊像（愛の灯）」が建立されている。

### 第二次世界大戦後
戦後学制改革により、西遠高等女学校と浜松淑徳女子商業学校は統合された。1947年に新制中学校が発足し、1948年には新制高等学校も発足した。
昭和20年代から30年代にかけては運動部が国体やインターハイなどで活躍を示した。昭和40年代には大学進学者が急増し、生徒の半数以上が進学するようになった。
1984年度（昭和59年度）限りで高校の募集を停止しているが、その後高校での募集も再開している。

### 略年表
- 1906年（明治39年）10月 - 現在の浜松市平田町に私立女子高等技芸学校として開校（校長：岡本欽）[7][注釈 7]
- 1911年（明治44年）4月 - 私立浜松実科高等女学校に改称（校長：岡本巌）[7]
- 1919年（大正8年）11月 - 浜松淑徳女学校に改称[7]
- 1920年（大正9年）2月 - 西遠高等女学校が新たに設置・開校（校長：岡本巌）[7][注釈 8]。学校所在地は浜松市平田町[9]。
- 1923年（大正12年）10月 - 西遠高等女学校、浜松市佐藤町に移転[7]
- 1941年（昭和16年）3月 - 財団法人静岡県西遠女子学園を設立、この法人を学校設置者とする[7]
- 1947年（昭和22年）4月 - 浜松淑徳女子商業学校と西遠高等女学校を合併[7][19]。新制中学校を開校[7]
- 1948年（昭和23年）4月 - 新制高等学校を開校。名称は静岡県西遠女子学園中学校および高等学校となる[7]
- 1950年（昭和25年）12月 - 学校法人静岡県西遠女子学園設立[7]

## 所在地
- 静岡県浜松市中央区佐藤三丁目20-1

## 進学状況
- 公式ページ・大学合格実績

4年制大学への進学が多い。

## 部活動
運動系の部活動は長い活動の歴史を有し、「スポーツの西遠」とも呼ばれる。
陸上競技部は1955年・1959年に全国高等学校総合体育大会陸上競技大会で女子総合優勝を果たし、国内外の大会で活躍する選手も輩出している。『浜松市史』によれば、生駒定文が指導に当たっていた昭和30年代には「陸上の西遠」として全国に知られ、浜松商業高等学校とともに「陸上王国浜松」の評を得る一翼を担ったという。
また、バレーボール部は1951年（昭和26年）から1965年（昭和40年）までインターハイ連続出場の実績がある。

## アクセス
- 浜松駅バスターミナル10のりばより、「73労災　丸塚　笠井（夜のみ）」「74中田町　イオン市野」「75労災　宮竹　笠井」「76労災正門　宮竹　笠井（平日のみ）」「77東海染工　イオン市野」「78労災　産業展示館」のいずれかのバスに乗車し、「西遠学園」バス停下車

## 主な卒業生
- 伊藤由季子（プロゴルファー※日本女子プロゴルフ協会所属） - 1987年卒業
- 大朝尚子（陸上競技選手（障害走）。100mハードル元日本記録保持者）[23][24]
- 小川綾乃（フリーアナウンサー、ナレーター） - 1999年卒業[25]
- 神谷恵美子（陸上競技選手（走高跳）。アジア大会金メダリスト）[22]
- 神谷梨絵（モデル、レースクイーン、イベントコンパニオン） - 2001年卒業
- 斎藤伸江（陸上競技選手（短距離走）） - 1993年卒業
- 小百合葉子（児童劇団劇団たんぽぽ創立者） - 1915年西遠実科高女卒業
- 鈴木繭菓（歌手、女優、グラビアアイドル） - 2000年卒業
- 田中宏枝（テレビ静岡アナウンサー） - 1999年卒業
- 中条一子（陸上競技選手（短距離走））[22][23]
- 美乃ほのか（女優、宝塚歌劇団90期生） - 2002年卒業[26]
- 宮本悦子（陸上競技選手（短距離走）。1964年東京オリンピック出場）[22]
- 藤島淑子（実業家、経営コンサルタント） - 1993年卒業
- 横田早苗（歌手、女優、アイドル） - 1983年卒業